# Mimosa margaritae
Mimosa margaritae är en ärtväxtart som beskrevs av Nathaniel Lord Britton och Joseph Nelson Rose. Mimosa margaritae ingår i släktet mimosor, och familjen ärtväxter. Inga underarter finns listade i Catalogue of Life.